# Absalon Pederssøn Beyer
Absalon Pederssøn Beyer (né en 1528 à Aurland et décédé le 9 avril 1575 à Bergen était un pasteur, historien et écrivain norvégien. Beyer est la figure centrale de l'humanisme de Bergen. En tant que théologien et faisant partie de la première génération de pasteurs après la Réforme protestante, il a grandement œuvré pour le luthéranisme en Norvège.

## Vie
Orphelin à l'âge de six ans, son oncle l'a envoyé à Bergen pour aller à l'école où il est resté jusqu'à ses 15 ans. L'évêque Gjeble Pederssøn qui était le premier évêque protestant de Norvège, a remarqué ses prédispositions et l'a pris sous son aile. Gjeble l'a envoyé à l'université de Copenhague en 1544 où il a vécu chez Peder Palladius, l'un des plus grands théologiens de son temps. Il a étudié à Copenhague pendant cinq ans. En 1549, il se rend à Wittenberg, berceau de la Réforme, où il étudie pendant deux ans avec Philippe Mélanchthon. En 1551, il obtient son magister  à Copenhague et retourne l'année suivante à Bergen où il épouse Anne Pedersdotter, originaire de Trondheim et sœur de Søren Pedderson avec qui il avait étudié à Copenhague.

## Travail
En 1553, Beyer est nommé professeur de théologie à l'école-cathédrale. Il en est le directeur de 1557 à 1564. On ne connait pas les thèmes qu'il a pu aborder dans son enseignement mais on sait en revanche, grâce à son journal de 1552 à 1572, que le 12 janvier 1562 il débute un cours sur les «Loci» de Melanchthon. Le 8 février 1562 il termine des cours sur le théologien danois Niels Hemmingsen.
Beyer avait une solide connaissance du latin et du grec. Il a utilisé le jeu théâtral pour son enseignement - chose unique en Norvège à l'époque. Il a également fait travailler ses élèves sur des pièces de théâtre étrangères, des tragédies et des comédies dont il donnait des représentations pour les habitants de Bergen. Il est en quelque sorte le premier metteur en scène qu'ait connu la Norvège.

## Écrits
Trois écrits de Beyer ont été conservés.
Le Livre du chapitre de Bergen (Bergens Kapitelsbog) est son journal des années 1552 à 1572. C'est l'une des sources les plus importantes de l'histoire culturelle et sociale en Norvège du XVIe siècle. Le livre dépeint la vie quotidienne à Bergen : affaires familiales, fêtes, mariages, peste, incendies, vols, pratique de la sorcellerie, commerce et pêche, phénomènes naturels, visites royales, événements hanséatiques, guerre nordique de sept ans....
Jusqu'en 1561, il avait beaucoup écrit en latin mais dans ses dernières années, il a écrit en dans un danois truffé de mots norvégiens issus du dialecte de Bergen. Dans ce livre, il traite de l'histoire de la Norvège mais aussi de son époque. Dans cette œuvre allégorique, il exprime sa peine de voir le royaume de Norvège être tombé si bas mais il reste convaincu que la Norvège, un jour, saura se relever.
Le troisième livre est un hommage à son oncle Gjeble Peddersson.